# Xavier Charmes
Pour les articles homonymes, voir Charmes.
Xavier Charmes, né à Aurillac le 23 novembre 1849 et mort à Paris le 4 mai 1919, est un haut fonctionnaire français.
Chef du bureau du secrétariat et de la comptabilité au ministère de l’Instruction publique, équivalent actuellement de secrétaire général du ministère, il a eu une action importante sur le développement des sciences, des lettres et des arts, sous la IIIe République, par les missions, les subventions et les protections qu'il a accordées ou qu'il demandait à ses collègues, les directeurs des Beaux-Arts, des Sciences et Lettres, Henry Roujon, Oscar de Watteville, etc., d'accorder.
Il a eu notamment pour employé Guy de Maupassant. Celui-ci lui dédie la nouvelle Saint-Antoine, en 1883.

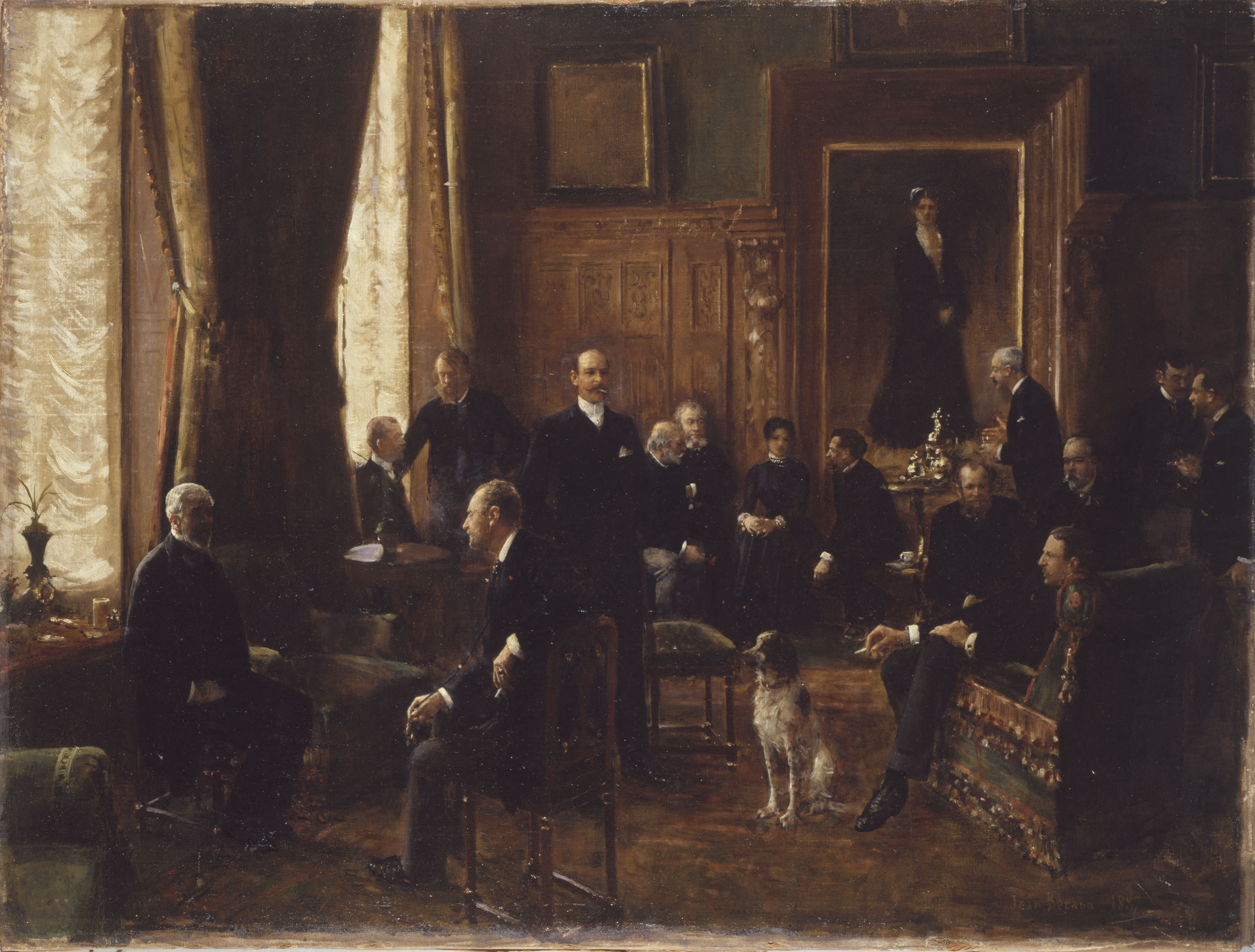
Ici représnté dans le salon de Emmanuela Potocka.

Il a été secrétaire général du Comité des travaux historiques et scientifiques. En 1886, il a assuré la publication d'un volumineux recueil de travaux qui lui a valu l'année suivante d'être élu membre de l'Académie des sciences morales et politiques.

## Publications
- Le Comité des travaux historiques et scientifiques : histoire et documents (3 volumes, 1886) Texte en ligne 2 3
- Rapport au ministre sur la situation des archives nationales, départementales, communales et hospitalières pendant les années 1886 à 1889 (1890)

## Articles sur Xavier Charmes
Mais au fait, qui étaient les frères Charmes ? Cantal passion, septembre 2021